# خیکان
خیکان، روستایی از توابع شهرستان طالقان در استان البرز می باشد.
این ده در بخش بالا طالقان قرار دارد. آب این ده از چشمه و رودخانۀ پراچان تأمین می‌گردد. شغل اهالی زراعت و گله‌داری می‌باشد و عده‌ای هم در اداره‌های شهر تهران مشغول به کار هستند.

## زبان
اهالی خیکان به گویش طبری طالقانی و  زبان تاتی صحبت می‌کنند.

## محصولات
غلات، یونجه، ارزن و لبنیات است.

## صنایع دستی
کرباس، گلیم و جاجیم از صنایع دستی این روستا می‌باشد.